# 苏丹人民解放运动—北方
苏丹人民解放运动—北方（英語：Sudan People's Liberation Movement-North，缩写为SPLM–N，羅馬化：Harakat Al-Sha'abi Li-Tahrir Al-Sudan-Al-Shamal），又译苏丹人民解放运动北方局，是苏丹的一个政党和准军事组织，也是苏丹革命阵线的成员。

## 历史
2011年南苏丹脱离苏丹独立后，苏丹人民解放运动在青尼罗州和南科尔多凡州（这两个州没有和南苏丹一起独立）的组织成为独立政党“苏丹人民解放运动—北方”。该党成立后不久，就与苏丹政府产生持续不断的军事冲突。
2017年，该党分裂为阿加尔派和希卢派，两个派系之间冲突不断。阿加尔派和希卢派分别在2020年8月31日和2020年9月3日与苏丹过渡政府签署全面和平协议。